# Bill Armstrong (Eishockeyspieler, 1970)
William „Bill“ Armstrong (* 18. Mai 1970 in Richmond Hill, Ontario) ist ein ehemaliger kanadischer Eishockeyspieler, -trainer und derzeitiger -funktionär. Seine aktive Karriere verbrachte der Verteidiger ausschließlich in Minor Leagues, bevor er ebenda für wenige Jahre als Trainer tätig war. Anschließend wechselte er ins Management der St. Louis Blues, ehe er im September 2020 als neuer General Manager der Arizona Coyotes vorgestellt wurde und in dieser Funktion seit 2024 für die Utah Mammoth tätig ist.

## Karriere

### Als Spieler
Bill Armstrong spielte in seiner Jugend drei Jahre lang in der Ontario Hockey League (OHL), der ranghöchsten Juniorenliga seiner Heimatprovinz. Dort lief er für die Toronto Marlboros, Dukes of Hamilton, Niagara Falls Thunder und Oshawa Generals auf, wobei er mit den Generals in seinem letzten OHL-Jahr die Playoffs um den J. Ross Robertson Cup sowie auch den anschließenden Memorial Cup gewann. Anschließend wählten ihn die Philadelphia Flyers im NHL Entry Draft 1990 an 46. Position aus. In der National Hockey League (NHL) sollte der Abwehrspieler in der Folge jedoch nie zum Einsatz kommen. Stattdessen begann er seine Profikarriere in der American Hockey League (AHL) bei den Hershey Bears, dem Farmteam der Flyers. Von dort wechselte er zur Saison 1993/94 zu den Providence Bruins, bei denen er seine aktive Laufbahn im Jahre 1998 beendete. Zwischenzeitlich hatte der US-Amerikaner zudem knapp zwei Jahre in der International Hockey League (IHL) bei den Cleveland Lumberjacks verbracht.

### Als Trainer und Funktionär
Direkt mit dem Ende seiner aktiven Karriere wechselte Armstrong in den Trainerstab der Providence Bruins. Als Assistenztrainer der Mannschaft gewann er mit ihr in den AHL-Playoffs des Jahres 1999 den Calder Cup. Zur Spielzeit 2000/01 übernahm er die Position des bisherigen Cheftrainers, Peter Laviolette, und trainierte die Bruins in der Folge zwei Jahre lang. Anschließend war er von 2002 bis 2004 als Headcoach der Trenton Titans aus der ECHL tätig, bevor er sich aus dem Trainergeschäft zurückzog.
Mit Beginn der Saison 2004/05 arbeitete Armstrong als Scout für die St. Louis Blues, eine Funktion, die er (seit 2010 als Director of Amateur Scouting) über 15 Jahre innehaben sollte. Nach dem Gewinn des Stanley Cups in den Playoffs 2019 wurde auch er auf der Trophäe verewigt. Im Folgejahr beförderte man ihn innerhalb der Organisation zum Assistenten von General Manager und Namensvetter Doug Armstrong. Nach zwei Jahren in dieser Position übernahm er schließlich im September 2020 als General Manager die Geschicke der Arizona Coyotes, bei denen er die Nachfolge von John Chayka bzw. dessen Interims-Nachfolger Steve Sullivan antrat. Mit den Coyotes zog der Kanadier dann nach der Saison 2023/24 nach Salt Lake City um, wo er erster General Manager des Utah Hockey Club wurde.

## Erfolge und Auszeichnungen
- 1990 J.-Ross-Robertson-Cup-Gewinn mit den Oshawa Generals
- 1990 Memorial-Cup-Gewinn mit den Oshawa Generals
- 1999 Calder-Cup-Gewinn mit den Providence Bruins (als Assistenztrainer)
- 2019 Stanley-Cup-Gewinn mit den St. Louis Blues (als Assistent des General Managers)

## Karrierestatistik
(Legende zur Spielerstatistik: Sp oder GP = absolvierte Spiele; T oder G = erzielte Tore; V oder A = erzielte Assists; Pkt oder Pts = erzielte Scorerpunkte; SM oder PIM = erhaltene Strafminuten; +/− = Plus/Minus-Bilanz; PP = erzielte Überzahltore; SH = erzielte Unterzahltore; GW = erzielte Siegtore; 1 Play-downs/Relegation; Kursiv: Statistik nicht vollständig)